# Eyvind Lambi
Eyvind Lambi o Eyvind Lambe Kåresson (n. 840) fue un vikingo y hersir de Noruega del siglo IX; es conocido por la mención en la saga de Egil y otras sagas y fuentes islandesas.
Eyvind era hijo del vikingo Berle-Kari y cuñado de Kveldulf Bjalfason, que estaba casado con la hermana de Eyvind, Salbjorg Karadottir; por lo tanto era tío de Skalla-Grímr Kveldulfsson y Thorolf Kveldulfsson y tío abuelo del famoso poeta Egill Skallagrímsson. Eyvind también tenía un hermano llamado Olvir Hnufa, que fue un famoso escaldo en la corte del rey Harald I de Noruega.

## Vikingo
Como su hermano Olvir, Eyvind acompañó a su sobrino Thorolf Kveldulfsson en varias expediciones vikingas tras recibir como regalo un drakkar de su padre Kveldulf y sacó mucho provecho de sus incursiones. En el thing de Gaular, Olvir se enamoró de Solveig Atladóttir, hija del jarl en Fjordane llamado Atli el Delgado. El jarl se negó a conceder permiso para que se casara con la muchacha, y fue un golpe tan duro para él que abandonó su vida vikinga para estar al lado de su amada. Eyvind continuó viajando con Thorolf algún tiempo más tarde.

## Servicio en la corte del rey Harald
Junto con Thorolf, Eyvind continuó su camino para servir en la corte del rey Harald de Vestfold, quien ya estaba en su proceso de unificar los reinos de Noruega bajo un mismo gobierno. Su hermano Olvir ya se había unido a la corte como escaldo. No obstante, tras jurar lealtad al rey Harald, Eyvind regresó a su hogar con su padre Kari. Con Olvir y Thorolf, Eyvind luchó en la batalla de Hafrsfjord (entre 872 y 885) en el buque insignia del rey Harald. La figura de Eyvind ya no se cita de nuevo hasta la muerte de Thorolf en manos del rey Harald (c. 900), durante ese tiempo estuvo atendiendo a los heridos en batalla. Eyvind atendió Sigrid, la viuda de Thorolf, para administrar sus posesiones. En consecuencia casó con Sigrid bajo las órdenes del rey Harald. La saga de Egil menciona que Eyvind y Harald «conservaron su amistad por el resto de sus vidas».

## Familia
Eyvind Lambi tuvo dos relaciones conocidas:
- Ingebjörg Håkonsdatter, hija del jarl de Lade, Håkon Grjotgardsson, con quien tuvo un hijo Finn skjalge Eyvindsson (apodado "el Bizco"). Finn casó con Gunnhild, hija de un jarl llamado Halfdan y nieta del rey Harald. Su descendencia incluye a Eyvind Skáldaspillir, escaldo de la corte de Haakon el Bueno.[13] Otro hijo, Njal Finnsson, se trasladó a Halogaland y tuvo una hija, Astrid Nialsdóttir, que aparece en la saga Hervarar.

- Sigrid Sigurdsdatter, con quien tuvo una hija, Geirlaug Eyvindsdóttir. Otra hija, Rannveig Eyvindsdóttir, se cita en el Landnámabók de quien se dice que casó con Sighvat el Rojo, un noble de Halogaland que emigró a Bolstad, Islandia cerca del asentamiento de Ketil Trout.[14][15]